# Altamira (estación)
La estación Altamira, hará parte del sistema de transporte de cable aéreo de Bogotá llamado TransMiCable.

## Ubicación
La estación estará ubicada en el sector sur-oriente de la ciudad, más específicamente sobre la Calle 43A Sur con Carrera 12A Este. Se accederá a ella directamente desde el espacio público a su alrededor.
Atenderá la demanda de los barrios Altamira, Moralba y Altos del Poblado.
En las cercanías está el CAPS Altamira y el colegio Altamira.

## Origen del nombre
La estación recibe su nombre del barrio en el cual se encontrará ubicada.

## Historia
La estación hace parte del proyecto TransMiCable San Cristóbal, adjudicado en el mes de abril de 2023. La construcción de la línea y de las estaciones que la componen, inició en octubre de 2023.

## Ubicación geográfica
| Noroeste: San Cristóbal | Norte: San Cristóbal | Nordeste: San Cristóbal |
| Oeste: La Victoria      |                      | Este: San Cristóbal     |
| Suroeste: San Cristóbal | Sur: San Cristóbal   | Sureste: San Cristóbal  |